# Canna flaccida
Canna flaccida, vrsta je kane (koka), to je rizomatozni geofit i prvenstveno raste u vlažnom tropskom biomu. Izvorni areal ove vrste je jugoistok SAD-a i Teksas, i to po državama Alabama, Florida, Georgia, Louisiana, Mississippi, Južna Karolina, i Teksas. Vrsta je uvezena i po drugim državama Latinske Amerike i Azije.

## Opis
C. flaccida je višegodišnja biljka s velikim žutim cvjetovima koja raste po rubovima močvara, bara i jezera. Veliki, upadljivi, žuti cvjetovi olakšavaju njdeno prepoznavanje. Cvjetovi dugi tri inča (preko 7 c.) rastu u grozdovima na vrhovima dugih stabljika. Upadljivi dijelovi cvjetova kane zapravo su uvećani prašnici, a ne latice. Prašnici su muški dijelovi cvijeta. Listovi “zlatne kane” (kako je nazivaju) pričvršćeni su spiralno, duž stabljike. Oblik lista je duguljast do eliptičan, sa suženim bazama i šiljastim vrhovima. Listovi mogu biti 6 inča (preko 15 cm) široki i 2 stope (60 cm) dugi. Listovi imaju mnogo bočnih žila koje se pod oštrim kutom šire prema gore. Plod je velika trodijelna čahura koja je hrapava na dodir. Sjemenke su okrugle i smeđe su ili crne.
- C. flaccida
- C. flaccida
- C. flaccida
- C. flaccida

## Sinonimi
- Canna flaccida Roscoe; Trans. Linn. Soc. London 8: 339 (1807), nom. illeg.
- Canna flava Michx. ex Lam.; J. Nat. Hist. Par. 1: 416 (1792)
- Canna glauca var. flaccida (Salisb.) Willd.; Sp. Pl. ed. 4. 1: 4 (1797)
- Canna glauca var. flava (Michx. ex Lam.) Willd.; Sp. Pl. 1: 4 (1797)
- Canna reevesii Lindl.; Edwards´s Bot. Reg. 23: t. 2004 (1837)
- Eurystylus flaccidus (Salisb.) Bouché; Linnaea 18: 485 (1844)
- Eurystylus reevesii (Lindl.) Bouché; Linnaea 18: 485 (1845)